# Henry Åström
Figge Henry Åström, född 21 november 1902 i Borgsjö församling, död 28 februari 1980 i Sandviken, var en svensk fotbollsspelare.
Åström representerade i många år Gefle IF, och spelade för klubben i Fotbollsallsvenskan 1933/1934 och 1934/1935, då han sammanlagt gjorde 31 allsvenska matcher (inga mål) för klubben.
År 1926 spelade Åström tre A-landskamper (inga mål) för Sverige.